# Distrito Noreste
El distrito Noreste es uno de los distritos de Botsuana, siendo su capital la ciudad de Francistown. En el 2001, la región contaba con una población de 132.422 habitantes.

## Pueblos
Botalaote, Butale, Ditladi, Gambule, Gulubane, Gungwe, Jackalas 1, Jackalas No 2, Kalakamati, Kgari, Letsholathebe, Mabudzane, Makaleng, Mambo, Mapoka, Masingwaneng, Masukwane, Masunga, Matenge, Matopi, Matshelagabedi, Matsiloje, Mbalambi, Moroka, Mosojane, Mowana, Mulambakwena, Nlakhwane, Patayamatebele, Pole, Ramokgwebana, Sechele, Sekakangwe, Senyawe, Shashe Bridge, Siviya, Tati Siding, Themashanga, Toteng, Tsamaya, Tshesebe, Vukwi, Zwenshambe.
- Datos: Q57636
- Multimedia: North-East District, Botswana / Q57636